# Antoni Karaffa Korbutt
Antoni Karaffa Korbutt herbu Korczak – cześnik liwski w 1703 roku.
Poseł na sejm 1703 roku z ziemi liwskiej. 